# 高崎市立東小学校
高崎市立東小学校（たかさきしりつ ひがししょうがっこう）は、群馬県高崎市弓町にある公立小学校。

## 概要
市立中央小学校・南小学校・北小学校において、児童数の増加により収容能力がひっ迫していた問題を緩和するべく開校した小学校である。
長方形の区画のうち、南西の一部を高崎市消防団第4分団・東部方面隊が立地している以外は全て当校の土地である。
校門は北・西・南の3つあるが、元正門の西門は現在使用されておらず、現在は北門が正門となっている。

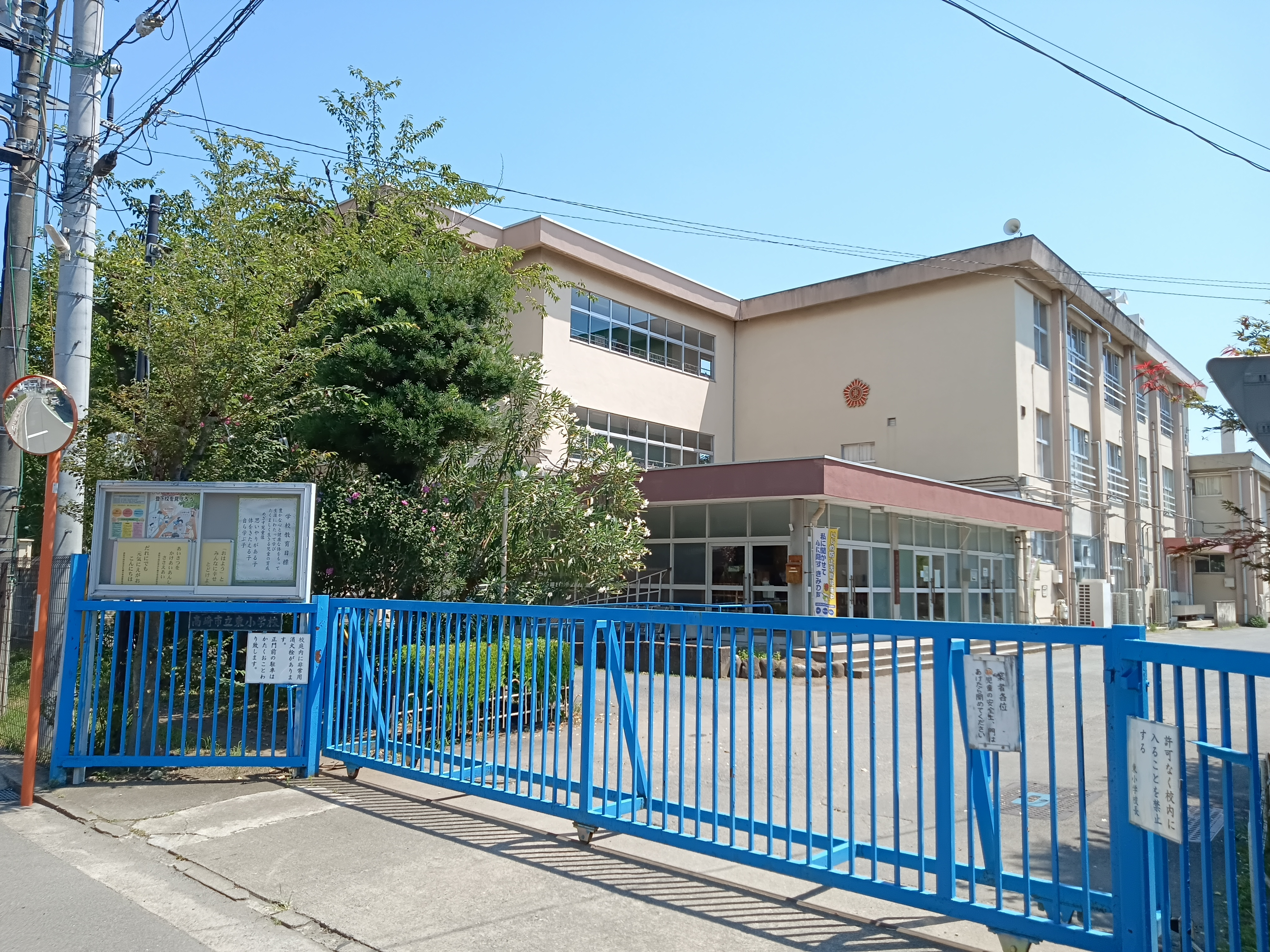
正門（2023年7月）

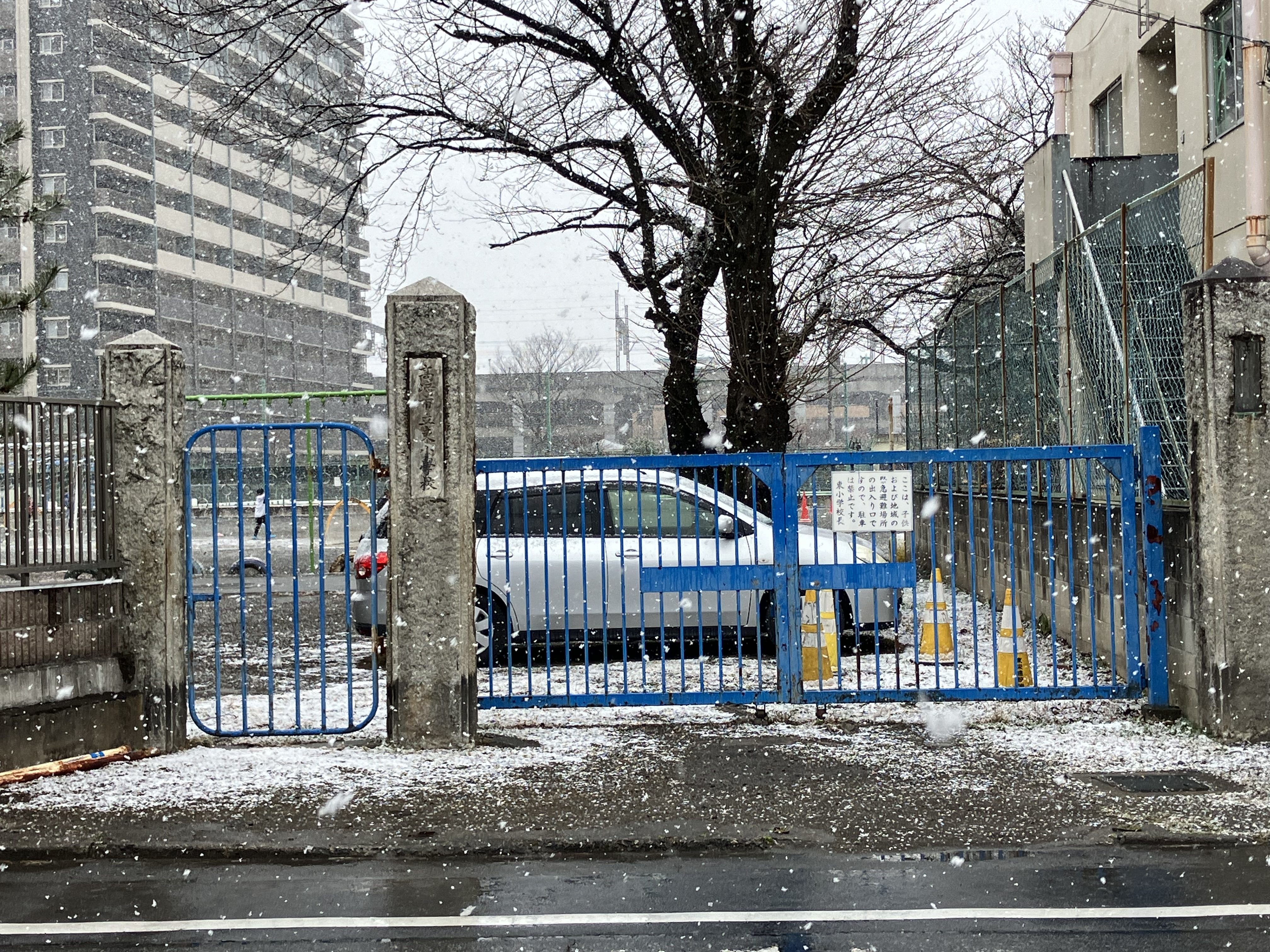
屯所脇にある旧正門（2024年3月）

## 沿革
- 1915年（大正4年）4月1日 - 高崎市立東尋常小学校[3]として開校[4]。
- 1918年（大正7年） - 飯塚村を学区に編入[3]。
- 1919年（大正8年）4月 - 山田町・通町・田町4丁目を学区に編入[3]。南校舎の増築工事を実施[4]。
- 1921年（大正10年） - 田町・寄合町・新紺屋町を学区に編入[3]。
- 1923年（大正12年） - 田町・寄合町・新紺屋町を中央小学校区に移行[3]。
- 1926年（大正15年）4月 - 講堂などの増築工事を実施[4]。
- 1927年（昭和2年） - 岩押町と江木町一部を学区に編入[3]。
- 1935年（昭和10年）4月 - 青年学校令施行に伴い、東青年学校を併設[5]。
- 1939年（昭和14年） - 白銀町と元紺屋町を中央小学校区へ、岩押町を塚沢小学校区に移行[3]。
- 1941年（昭和16年）4月1日 - 国民学校令施行に伴い、「高崎市東国民学校」に改称[4]。
- 1947年（昭和22年）4月1日 - 学校教育法施行に伴い、「高崎市立東小学校」に改称[4]。
- 1948年（昭和23年）6月 - PTAを結成[4]。
- 1949年（昭和24年） - 給食室を落成。トラホーム予防治療指定校に指定[3]。
- 1953年（昭和28年） - 通町を南小学校区に移行[3]。
- 1954年（昭和29年）4月[6] - 城東小学校を分離独立[3]。
- 1957年（昭和32年）4月8日 - 特殊学級(現「なかよし」学級)を開設[4]。
- 1961年（昭和36年） - 児童数減少に伴い、北校舎を解体[3]。
- 1962年（昭和37年）5月 - 第9回日本PTA全国協議会大会にて文部大臣賞を受賞[3]したのに際し、温室や飼育池を設置[4]。
- 1963年（昭和38年） - プールを落成[3]。
- 1964年（昭和39年）6月 - 開校50周年記念事業として、校歌（作詞：鈴木比呂志、作曲：植村亨[7]）と愛唱歌を制定[4][3]。
- 1972年（昭和47年） - 旧校舎の解体を開始。北校舎を着工[3]。
- 1974年（昭和49年）9月 - 南校舎を落成[3]。
- 1992年（平成4年） - 新プール・ひのきの部屋の落成式を挙行。樹木園を設置[3]。
- 1997年（平成9年）6月 - 体育館落成式を挙行[3]。
- 2000年（平成12年） - パソコン室を設置[3]。
- 2005年（平成17年） - 2学期制を導入[3]。高崎市花いっぱいコンクールにて最優秀賞を受賞[3]。
- 2006年（平成18年） - 英語活動高崎市モデル校に指定[3]。
- 2014年（平成26年） - 県より英語教育強化地域拠点事業に指定[3]。
- 2018年（平成30年） - 高崎市英語LeadingProject推進校に指定（3年間）[3]。

## 教育目標
「豊かな心と健康な体を持って生涯にわたって学び、たくましく生きる児童の育成」

## 施設概要
主な施設を掲載。
- 校舎（3,543 m2） - 鉄筋コンクリート造2ないし3階建て
- 給食室（174 m2）
- 体育館（797 m2）
- プール
- 校庭（8,019 m2）

出典：

## 学区
学区の面積は、市内の小中学校の中では最狭である。
- 高崎市
  - 九蔵町、高砂町、山田町、椿町、羅漢町、真町、弓町、北通町、旭町
  - 田町（第4）
  - 江木町（第4のうち主要地方道および高崎線以西）

出典：

## 進学先の中学校
- 高崎市立高松中学校（高崎市高松町）

出典：

## アクセス

### バス
- 「東小学校前」バス停（高崎市内循環バスぐるりん・高経大線）から徒歩で約2分。

## 周辺

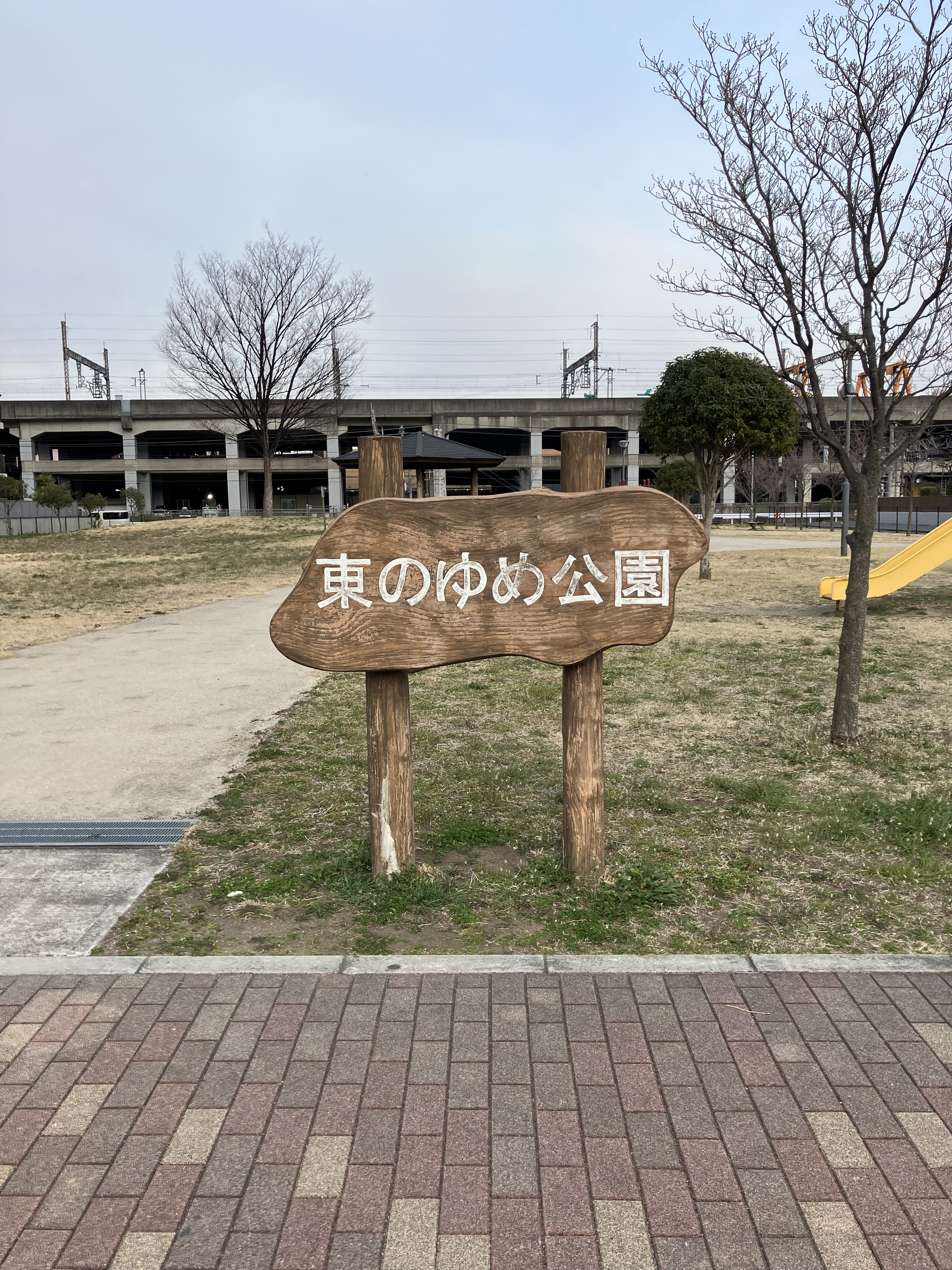
東のゆめ公園（2024年3月）

- 高崎市東公民館
- 天台宗法輪寺
- 法輪寺ブロッサムガーデン（認定こども園）
- 東のゆめ公園